# Urszulanowice
Urszulanowice (dodatkowa nazwa w j. niem. Ursulanowitz) – przysiółek wsi Moszna w Polsce położony w województwie opolskim, w powiecie krapkowickim, w gminie Strzeleczki. Historycznie leży na Górnym Śląsku, na ziemi prudnickiej.
Miejscowość wchodzi w skład sołectwa Moszna.

## Historia
W 1921 w zasięgu plebiscytu na Górnym Śląsku znalazła się tylko część powiatu prudnickiego. Urszulanowice znalazły się po stronie wschodniej, w obszarze objętym plebiscytem.
Podczas II wojny światowej, w 1942 nadleśnictwo w Chrzelicach ulokowało w budynku w Urszulanowicach ośmiu angielskich żołnierzy, którzy dostali się do niewoli walcząc w Afryce Północnej i byli internowani w obozie jenieckim w Łambinowicach. Anglicy pracowali w składnicy drewna przy dworcu kolejowym w Dębinie. Od marca do maja 1945 powiat prudnicki znajdował się pod kontrolą radzieckiej komendantury wojskowej. 11 maja 1945 polska administracja przejęła władzę cywilną w powiecie prudnickim.
W 1966 w przysiółku mieszkały 44 osoby. Według stanu na 31 grudnia 2010 miejscowość liczyła 6 mieszkańców.

## Zabytki
Zgodnie z gminną ewidencją zabytków w Urszulanowicach chronione są:
- leśniczówka, Urszulanowice 1
- dom, Urszulanowice 2
- chlew i kurnik w zagrodzie Urszulanowice 2
- silos na paszę, Urszulanowice
- leśniczówka, Urszulanowice 3
- chlew przy leśniczówce, Urszulanowice 3

## Turystyka
Przez Urszulanowice prowadzi szlak rowerowy:
- Trasa rowerowa PTTK nr 262-z: Biała – Stare Miasto – Solec – Rostkowice – Gostomia – Nowa Wieś Prudnicka – Urszulanowice – Moszna – Ogiernicze – Łącznik – Chrzelice – Rzymkowice – Pogórze – Frącki – Brzeźnica – Górka Prudnicka – Ligota Bialska – Biała

## Bezpieczeństwo
Do 1998 bezpieczeństwo pożarowe w Urszulanowicach było nadzorowane przez Komendę Rejonową PSP w Prudniku.
Miejscowość jest pod opieką dzielnicowego rejonu służbowego nr 8 Komendy Powiatowej Policji w Krapkowicach.
Teren miejscowości, jak i całej gminy Strzeleczki, położony jest w strefie nadgranicznej w związku z czym Straż Graniczna dysponuje, na tym obszarze, specjalnymi kompetencjami w zakresie bezpieczeństwa. Gminę Strzeleczki obejmuje zasięgiem służbowym placówka Straży Granicznej w Opolu ze Śląskiego Oddziału SG.